# Асланбек Кайтукін
Асланбек Кайтукін (д/н — 1746) — валій-пши (великий князь) Великої Кабарди у 1737—1746 роках.

## Життєпис

### На боці Росії
Походив зі знатного роду Кайтукових. Син пші (князя) Кайтуко Джамбулатова. У серпня 1711 року брав участь у поході проти Кубанської орди разом з Олександром Бековичем-Черкаським, Атажука Місостовим і Татарханом Бекмурзіним, де союзники розбили 15-тисячне кримськотатарське військо на чолі із нураддіном бахадир Ґераєм.
Після Прутського миру, укладеного того ж року вплив Російської імперії в Кабарді став слабшати. Кримський хан Девлет II Ґерай став активніше втручатися у внутрішні справи Кабарди. Князі Атажукіни і Мисостови стали схилятися до примирення з кримським ханом. У той самий час князі Кайтукови і Бекмурзини сподівалися на допомогу Росії у боротьби з Кримом і зміцнення свого становища у Кабарді.
На початку 1720 кримський хан Саадет IV Ґерай відправив до Великої Кабарди посланців з вимогою припинити будь-які зносини з Росією і присягнути Кримському ханстві, а також надати 4 тис. рабів, компенсувати втрати, отримані внаслідок походу кабардинських князів до Кубані в 1711 році. Кабардинські князі намагалися досягти компромісу, який відкинув кримський хан. Невдовзі за цим Саліх Ґерай, син хана, намагався організувати вбивство Асланбека Кайтукіна, але невдало. У відповідь Асланбек створив базу на горі Кашкатау (звідси його «партія» стала зватися кашкатауською), в містечку-фортеці Черек, яке було збудовано за короткий термін.
У серпні 1720 року кримський хан на чолі 40-тисячного війська розташувався табором на кордонах Кабарди, голосив старшим із кабардинських князів Ісламу Місостова, лідера «проосманської партії» (баксанської). Саадет IV Ґерай обклав кабардинців ясаком: хлібом, худобою, кіньми та людьми.
Асланбек Кайтукін відправив до Санкт-Петербурга свого посла Саадатгірея Салтаналієва по допомогу. У січні 1721 року на річці Нальчик Кайтукін спільно з союзниками дав бій кримському війську з союзними кабардинцями. У ході битви більшість баксанців у війську Мисотових і Атажукіних перейшла на бік пші Асланбека Кайтукова, внаслідок чого кримські татари були розгромлені та відтіснені з Великої Кабарди.
Наприкінці того ж року астраханський губернатор А. П. Волинський з невеликим загоном возьких й донських козаків та калмиків прибув до Терського міста. Незабаром старший князь-валій Ісламбек Місостов приїхав до Артемія Волинського, вибачився за вимушений перехід до кримського хана і запевнив свою готовність дотримуватися вірності Російській імперії. Внаслідок цього Волинський відмовив Асланбеку Кайтукову у допомозі проти Атажукіних та Ісламбека Місостова.
У 1722 році Асланбек Кайтуков брав участь у перському поході російського імператора Петра I. Перебуваючи вже на Сулаку, останній видав наказ калмицькому хану Аюці та донським козакам про надання допомоги Кайтукіну.

### На боці Криму
По поверненню до Кабарди Кайтукін відновив боротьбу проти князів Атажукіних та Місостових. Він звернувся за допомогою до кубанського сераскира Бахти Ґерая, склавши йому присягу і віддав за дружину свою доньку. Той сплюндрував Велику Кабарду і став змушувати кабардинських князів підкоритися його владі, вимагаючи їхнього переселення на Кубань. У 1729 році під час чергового походу на Кабарду кубанський сіраскір Бахти Ґерай був убитий у бою.
У 1730 році внаслідок конфлікту нового кримського хана Каплан I Ґерая та Саліх Ґерая, який зрештою втік до свого тестя — князя-валія Ісламбека Місостова. У свою чергу кримський хан визнавав Асланбека Кайтукіна законним правителем Великої Кабарди, що отримав від хана 19-тисячне військо. Асланбек присягнув хану на вірність і обіцяв привести в покірність увесь регіон. Влітку 1731 року кримські війська на чолі з Арслан Ґераєм і Асланбеком Кайтукіном підійшли до кордонів Великої Кабарди. Ісламбек Місостов, наляканий реальною загрозою вторгнення кримських військ, звернувся по допомогу до Російської імперії. У наступній битві Кайтукін і Арслан Ґерай зазнали поразки. Асланбек втік до Криму.

### Валій-пши
У 1737 році Кайтукін організував змову проти нового валій-пши Татархана Бекмурзина, вступивши в союз із князями баксанської партії, внаслідок чого Бекмурзин втік до Астрахані. Влітку того ж року Асланбек Кайтукін обирається новим очільником Великої Кабарди. У тому ж році за посередництвом калмицького хана Дондук-Омбо відбулося примирення лідерів кашкатавської та баксанської партій. В подальшому кабардинці брали участь у битвах російсько-османської війни.
Навесні 1739 року за підтримки калмиків Асланбек Кайтукін очолив похід кабардинського війська проти Кубані, внаслідок чого вдалося досягти річки Лаба, сплюндрувавши аули ногайських татар. Влітку того ж року султан Гази Ґерай за наказом свого брата — кубанського сераскера Селім Ґерая — здійснив грабіжницький похід на Велику Кабарду, захопивши тут ясир і худобу. За ним погнався Кайтукін, завдавши сераскеру поразки у битві на річці Лаба.
1742 року поновилася боротьба проти баксанської партії, яка намагалася отримати допомогу в російського уряду. Валій-пши в свою чергу намагався зберегти незалежність Великої Кабарди. У 1744 році російський уряд відправив до Кабарди для примирення ворогуючих сторін бригадира Петра Кольцов, який підтримав баксанців. Примирення не вдалося. Боротьба тривала до смерті Асланбека Кайтукіна у 1746 року. Новим валій-пши став стриєчний брат Батоко Бекмурзин.